# Eslourenties-Daban
Eslourenties-Daban [ɛsluʁɛ̃tis dabɑ̃] est une commune française, située dans le département des Pyrénées-Atlantiques en région Nouvelle-Aquitaine.

## Géographie

### Localisation
La commune d'Eslourenties-Daban se trouve dans le département des Pyrénées-Atlantiques, en région Nouvelle-Aquitaine.
Elle se situe à 22,8 km par la route de Pau, préfecture du département, et à 14,1 km de Morlaàs, bureau centralisateur du canton du Pays de Morlaàs et du Montanérès dont dépend la commune depuis 2015 pour les élections départementales. 
La commune fait en outre partie du bassin de vie de Pau.
Les communes les plus proches sont : 
Arrien (1,6 km), Lourenties (1,9 km), Saubole (2,1 km), Lombia (3,4 km), Gardères (3,6 km), Espéchède (3,8 km), Limendous (4,1 km), Séron (4,3 km).
Sur le plan historique et culturel, Eslourenties-Daban fait partie de la province du Béarn, qui fut également un État et qui présente une unité historique et culturelle à laquelle s’oppose une diversité frappante de paysages au relief tourmenté.

### Communes limitrophes
Les communes limitrophes sont  Arrien, Gardères, Lombia, Lourenties et Saubole.
| Arrien     | Lombia             | Saubole                    |
|            | Eslourenties-Daban |                            |
| Lourenties |                    | Gardères (Hautes-Pyrénées) |

À l'est, Gardères est dans une enclave des Hautes-Pyrénées dans les Pyrénées-Atlantiques.

### Hydrographie

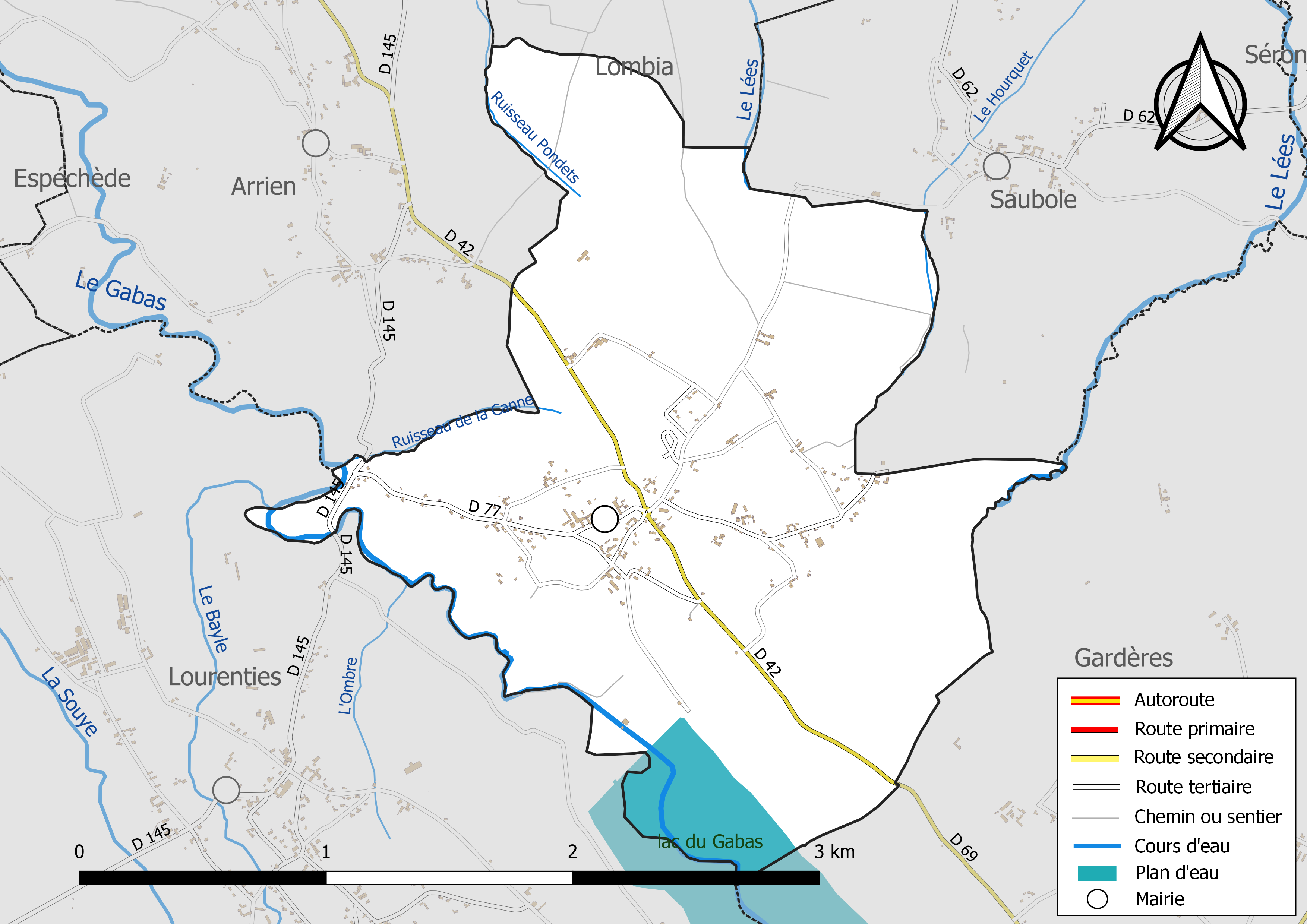
Réseaux hydrographique et routier d'Eslourenties-Daban.

La commune est drainée par le Gabas, le Laas, le Lées, le Hourquet, l'Ombre, le ruisseau de la Canne, le ruisseau Pondets, et par divers petits cours d'eau, constituant un réseau hydrographique de 4 km de longueur totale,.
Le Gabas, d'une longueur totale de 116,7 km, prend sa source dans la commune d'Ossun et s'écoule du sud-est vers le nord-ouest. Il traverse la commune et se jette dans l'Adour à Souprosse, après avoir traversé 43 communes.
Le Laas, d'une longueur totale de 13,8 km, prend sa source dans la commune de Coslédaà-Lube-Boast et s'écoule du sud vers le nord. Il traverse la commune et se jette dans le Léez à Baliracq-Maumusson, après avoir traversé 6 communes.
Le lac du Gabas, plan d'eau de 216 ha est destiné à l'irrigation et est un soutien d'étiage.
La commune dispose également d'un pôle environnement pour la pêche destiné à l'éducation à l'environnement, et d'une maison Pêche et Nature, munie d'une salle d'exposition spécialement équipée pour les handicapés. Le pôle handi-pêche promeut la pratique de la pêche de loisir pour tous les publics et est spécialement équipé pour l'accueil des handicapés et a reçu le label Tourisme Handicap.

### Climat
Pour des articles plus généraux, voir Climat de la Nouvelle-Aquitaine et Climat des Pyrénées-Atlantiques.
Historiquement, la commune est exposée à un climat de montagne.  
En 2020, Météo-France publie une typologie des climats de la France métropolitaine dans laquelle la commune est toujours exposée à un climat de montagne et est dans la région climatique Pyrénées atlantiques, caractérisée par une pluviométrie élevée (>1 200 mm/an) en toutes saisons, des hivers très doux (7,5 °C en plaine) et des vents faibles.
Pour la période 1971-2000, la température annuelle moyenne est de 12 °C, avec une amplitude thermique annuelle de 14,4 °C. Le cumul annuel moyen de précipitations est de 1 152 mm, avec 11,3 jours de précipitations en janvier et 8,2 jours en juillet. Pour la période 1991-2020, la température moyenne annuelle observée sur la station météorologique la plus proche, située sur la commune de Ger à 9 km à vol d'oiseau, est de 12,4 °C et le cumul annuel moyen de précipitations est de 1 344,5 mm,. Pour l'avenir, les paramètres climatiques de la commune estimés pour 2050 selon différents scénarios d'émission de gaz à effet de serre sont consultables sur un site dédié publié par Météo-France en novembre 2022.

### Milieux naturels et biodiversité
Aucun espace naturel présentant un intérêt patrimonial n'est recensé sur la commune dans l'inventaire national du patrimoine naturel,,.

## Urbanisme

### Typologie
Au 1er janvier 2024, Eslourenties-Daban est catégorisée commune rurale à habitat dispersé, selon la nouvelle grille communale de densité à sept niveaux définie par l'Insee en 2022.
Elle est située hors unité urbaine. Par ailleurs la commune fait partie de l'aire d'attraction de Pau, dont elle est une commune de la couronne,. Cette aire, qui regroupe 227 communes, est catégorisée dans les aires de 200 000 à moins de 700 000 habitants,.

### Occupation des sols

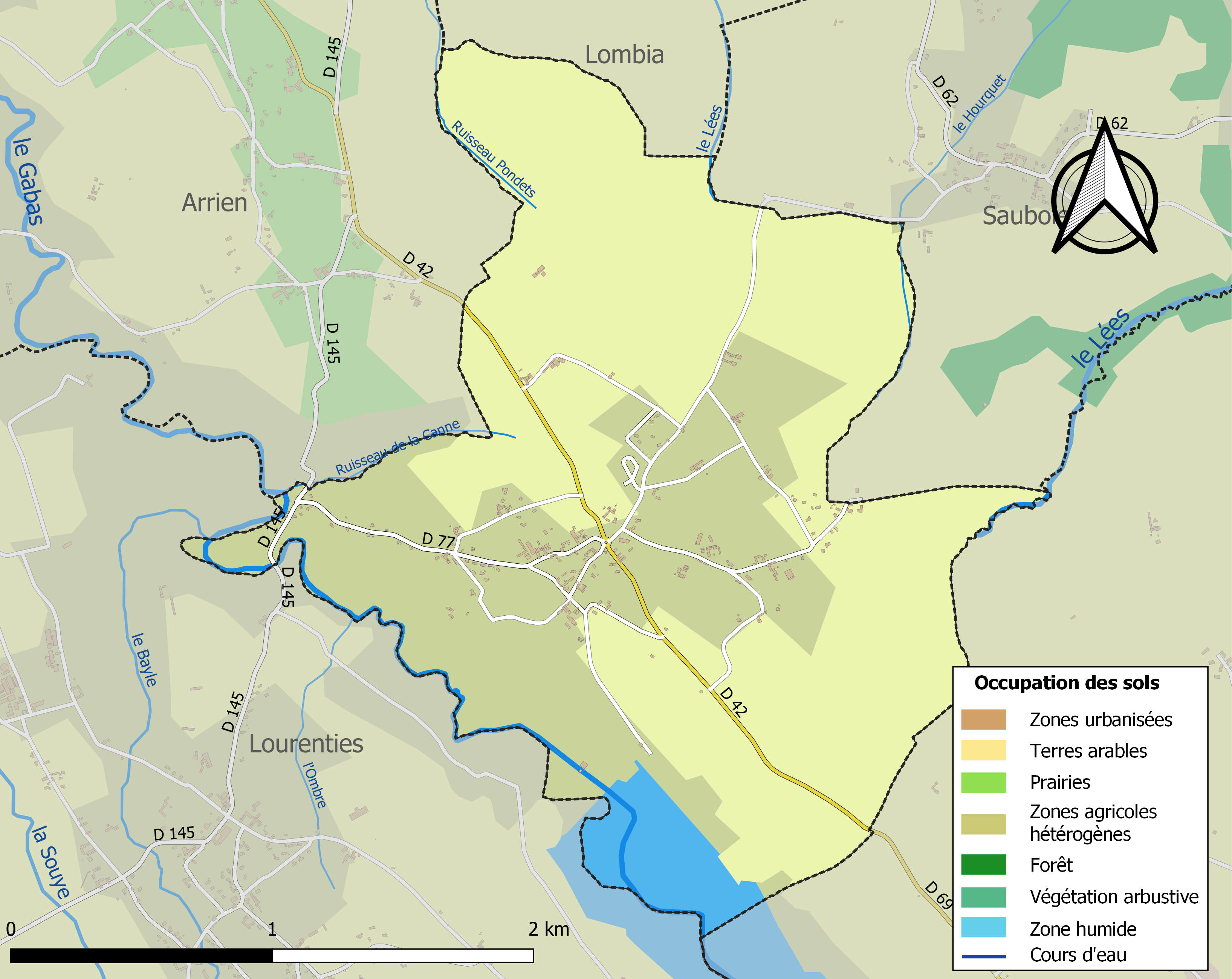
Carte des infrastructures et de l'occupation des sols de la commune en 2018 (CLC).

L'occupation des sols de la commune, telle qu'elle ressort de la base de données européenne d’occupation biophysique des sols Corine Land Cover (CLC), est marquée par l'importance des territoires agricoles (95,7 % en 2018), une proportion identique à celle de 1990 (95,7 %). La répartition détaillée en 2018 est la suivante : 
terres arables (61,3 %), zones agricoles hétérogènes (34,4 %), eaux continentales (4,3 %). L'évolution de l’occupation des sols de la commune et de ses infrastructures peut être observée sur les différentes représentations cartographiques du territoire : la carte de Cassini (XVIIIe siècle), la carte d'état-major (1820-1866) et les cartes ou photos aériennes de l'IGN pour la période actuelle (1950 à aujourd'hui).

### Lieux-dits et hameaux
- Bourdalat

### Voies de communication et transports
La commune est desservie par les routes départementales 42 et 77.

### Risques majeurs
Le territoire de la commune d'Eslourenties-Daban est vulnérable à différents aléas naturels : météorologiques (tempête, orage, neige, grand froid, canicule ou sécheresse), inondations et séisme (sismicité moyenne). Il est également exposé à un risque technologique, la rupture d'un barrage. Un site publié par le BRGM permet d'évaluer simplement et rapidement les risques d'un bien localisé soit par son adresse soit par le numéro de sa parcelle.

#### Risques naturels
Certaines parties du territoire communal sont susceptibles d’être affectées par le risque d’inondation par une crue à  débordement lent de cours d'eau, notamment le Léez et le Gabas. La commune a été reconnue en état de catastrophe naturelle au titre des dommages causés par les inondations et coulées de boue survenues en 1982, 2006, 2007, 2008 et 2009,.

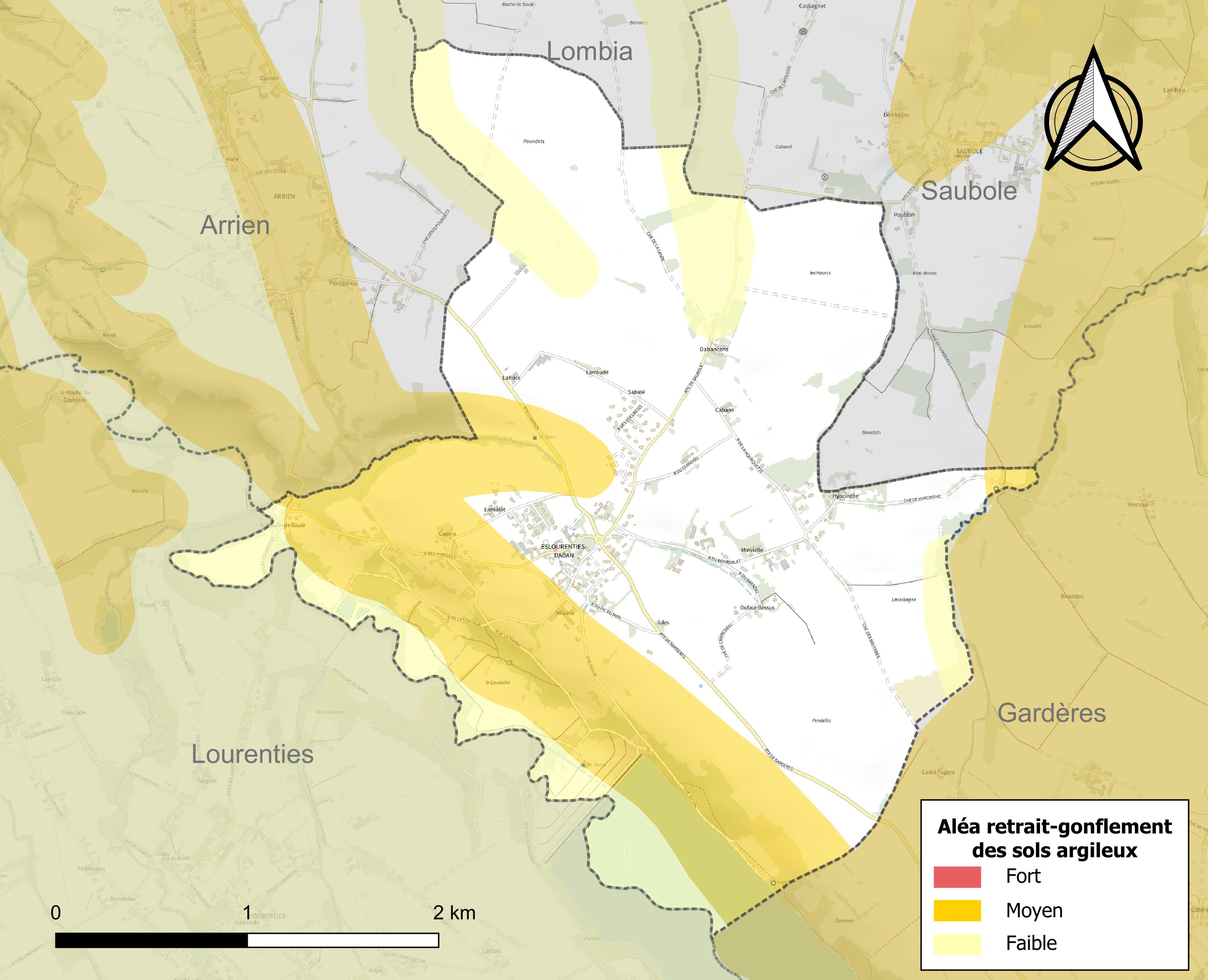
Carte des zones d'aléa retrait-gonflement des sols argileux d'Eslourenties-Daban.

Le retrait-gonflement des sols argileux est susceptible d'engendrer des dommages importants aux bâtiments en cas d’alternance de périodes de sécheresse et de pluie. 27,2 % de la superficie communale est en aléa moyen ou fort (59 % au niveau départemental et 48,5 % au niveau national). Depuis le 1er octobre 2020, en application de la loi ELAN, différentes contraintes s'imposent aux vendeurs, maîtres d'ouvrages ou constructeurs de biens situés dans une zone classée en aléa moyen ou fort,.

#### Risque technologique
La commune est en outre située en aval de barrages de classe A. À ce titre elle est susceptible d’être touchée par l’onde de submersion consécutive à la rupture de cet ouvrage.

## Toponymie
Le toponyme Eslourenties-Daban apparaît sous les formes 
Florenthies-Davant et Eslorenthies-Davant (respectivement 1385 et 1402, censier de Béarn) et 
Eslorenties-Daban (1727, dénombrement de Sedzère).

## Histoire
Paul Raymond note qu'en 1385, Eslourenties-Daban comptait sept feux et dépendait du bailliage de Pau. Cette commune fut le chef-lieu de la notairie des Lannes et de Rivière-Ousse, puis au cours du XVIIIe siècle de la notairie des Lannes uniquement.

## Héraldique
| Blason | Blasonnement : Coupé ondé abaissé : au 1er d'azur à la chaîne de montagnes d'or chargée d'un bouquet de trois fleurs de gueules, boutonnées d'or, pointées, tigées et feuillées de sinople, le tout mouvant de l'ondé, au 2e d'azur à l'écusson d'or chargé de deux vaches de gueules, accornées, onglées, colletées et clarinées d'azur, l'une au-dessus de l'autre. |

## Politique et administration
| Période                                  | Période  | Identité            | Étiquette | Qualité |
| ---------------------------------------- | -------- | ------------------- | --------- | ------- |
| avant 1995                               | 2014     | Jean-Louis Guilloux | PS        |         |
| 2014                                     | En cours | Xavier Boudigue     |           |         |
| Les données manquantes sont à compléter. |          |                     |           |         |

### Intercommunalité
Eslourenties-Daban fait partie de quatre structures intercommunales :
- la communauté de communes du Nord-Est Béarn ;
- le syndicat à vocation scolaire d'Eslourenties - Lourenties - Limendous ;
- le syndicat d'énergie des Pyrénées-Atlantiques ;
- le syndicat intercommunal d'alimentation en eau potable Luy - Gabas - Lées.

Eslourenties-Daban accueille le siège du syndicat à vocation scolaire d'Eslourenties - Lourenties - Limendous.

## Population et société

### Démographie
L'évolution du nombre d'habitants est connue à travers les recensements de la population effectués dans la commune depuis 1793. Pour les communes de moins de 10 000 habitants, une enquête de recensement portant sur toute la population est réalisée tous les cinq ans, les populations de référence des années intermédiaires étant quant à elles estimées par interpolation ou extrapolation. Pour la commune, le premier recensement exhaustif entrant dans le cadre du nouveau dispositif a été réalisé en 2008.

En 2022, la commune comptait 376 habitants, en évolution de +20,9 % par rapport à 2016 (Pyrénées-Atlantiques : +3,78 %, France hors Mayotte : +2,11 %).
| 1793 | 1800 | 1806 | 1821 | 1831 | 1836 | 1841 | 1846 | 1851 |
| ---- | ---- | ---- | ---- | ---- | ---- | ---- | ---- | ---- |
| 210  | 180  | 299  | 217  | 227  | 230  | 250  | 244  | 256  |

| 1856 | 1861 | 1866 | 1872 | 1876 | 1881 | 1886 | 1891 | 1896 |
| ---- | ---- | ---- | ---- | ---- | ---- | ---- | ---- | ---- |
| 271  | 275  | 239  | 220  | 270  | 240  | 244  | 215  | 195  |

| 1901 | 1906 | 1911 | 1921 | 1926 | 1931 | 1936 | 1946 | 1954 |
| ---- | ---- | ---- | ---- | ---- | ---- | ---- | ---- | ---- |
| 200  | 224  | 211  | 194  | 188  | 185  | 172  | 168  | 156  |

| 1962 | 1968 | 1975 | 1982 | 1990 | 1999 | 2006 | 2008 | 2013 |
| ---- | ---- | ---- | ---- | ---- | ---- | ---- | ---- | ---- |
| 149  | 137  | 146  | 140  | 185  | 193  | 216  | 222  | 278  |

| 2018 | 2022 | - | - | - | - | - | - | - |
| ---- | ---- | - | - | - | - | - | - | - |
| 353  | 376  | - | - | - | - | - | - | - |

Eslourenties-Daban fait partie de l'aire d'attraction de Pau.

## Culture locale et patrimoine

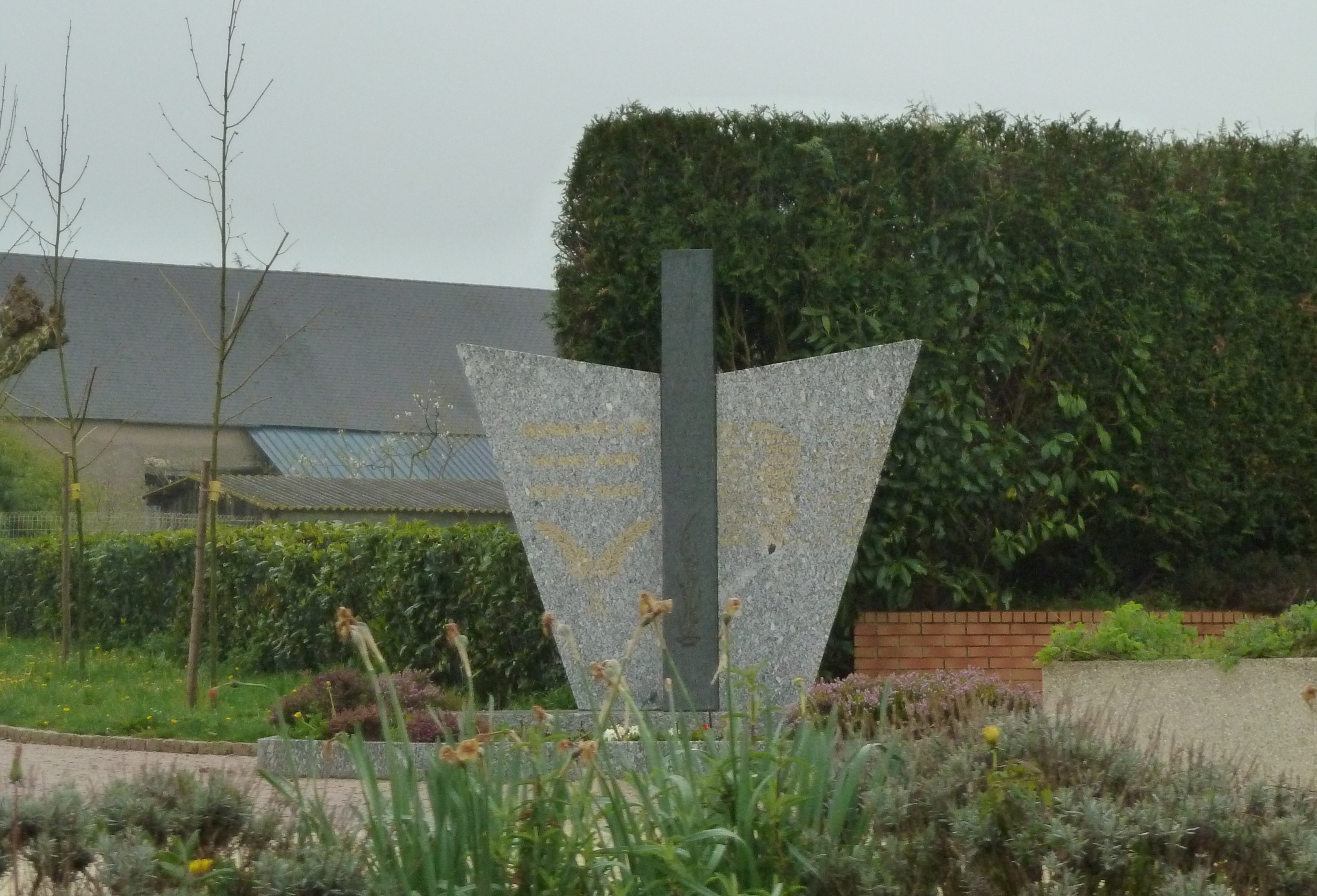
Le monument aux morts.
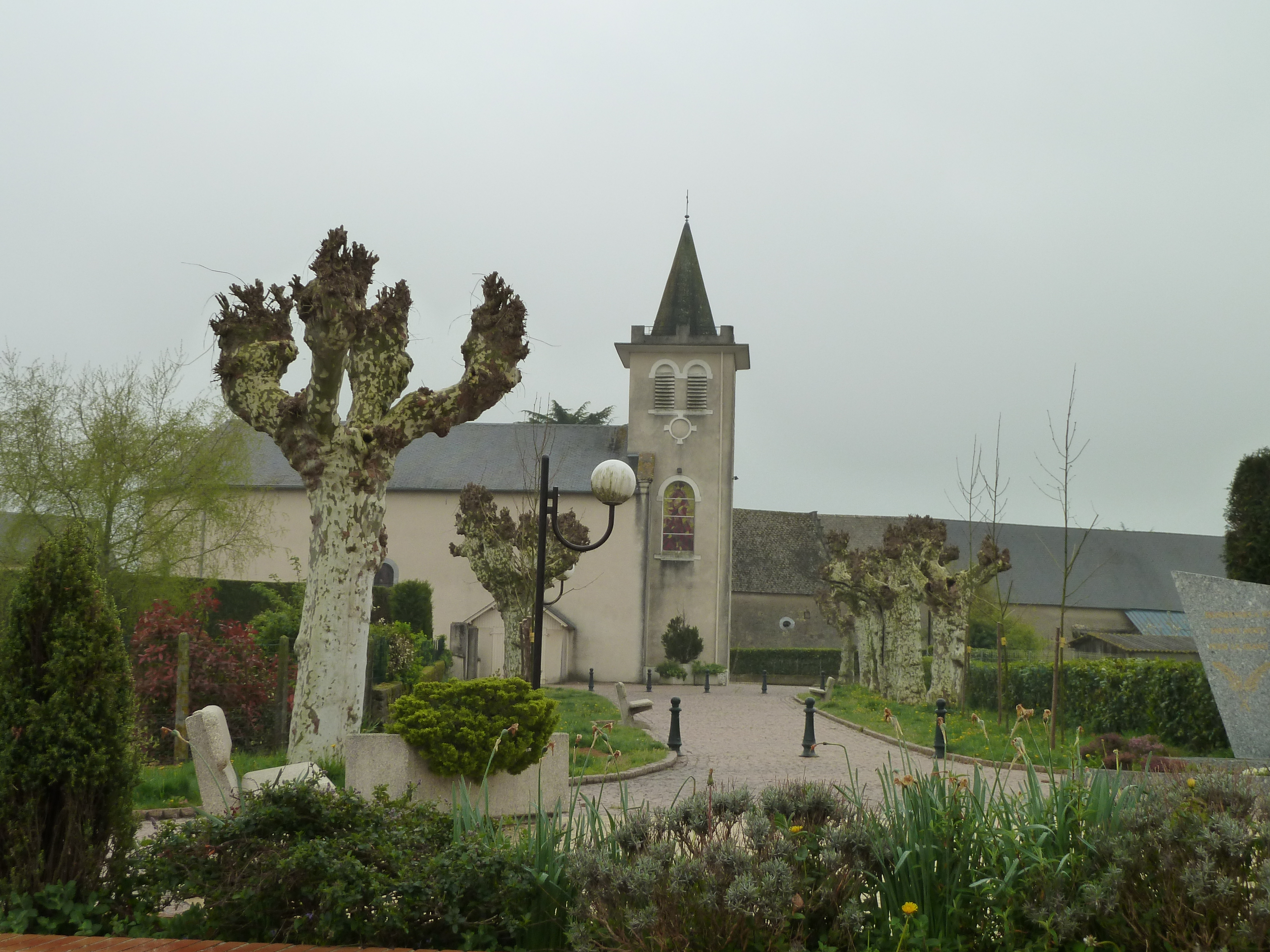
L'église Saint-Martin.

### Patrimoine civil
Les vestiges d'un ensemble fortifié du XIe siècle témoignent du passé ancien de la commune.
Une croix de chemin du XIXe siècle est référencée par le ministère de la Culture.
Eslourenties-Daban présente un ensemble de maisons et de fermes du XIXe siècle.

### Patrimoine religieux
L'église Saint-Martin date partiellement du XIXe siècle. Elle recèle du mobilier, une croix de procession, une statue et des verrières référencés à l'inventaire général du patrimoine culturel.